# Art Bisch
Art Bisch (10 de novembro de 1926 — 4 de julho de 1958) foi um automobilista norte-americano que esteve apenas nas 500 Milhas de Indianápolis de 1958, quando a prova contava pontos para o Campeonato Mundial de Fórmula 1 de 1950 até 1960. 
Em 4 de julho de 1958, na 39ª volta do evento de 100 voltas no oval de terra de 1,0 milha da "Lakewood Speedway", Art Bisch, que largou na 9ª posição, perdeu o controle de seu Central Excavating Kuzma-Offenhauser, que capotou duas vezes . Art Bisch, de 31 anos, do Arizona, sofreu vários ferimentos na cabeça e no peito. Ele foi levado para um hospital onde morreu dois dias depois.